# Feuerungstechnik

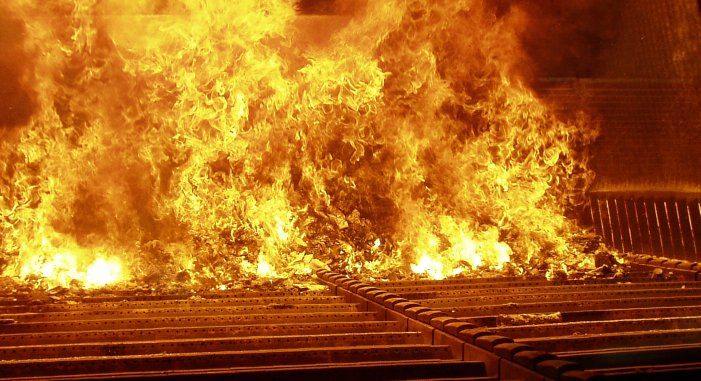
Blick in eine industrielle Rostfeuerung

Die Feuerungstechnik ist ein technisches Fachgebiet, das sich damit befasst, den chemischen Vorgang der Verbrennung (Feuer) für die Zwecke des Menschen nutzbar zu machen.

## Inhalte und Aufgaben
Feuer dient als Energiequelle für verschiedene Prozesse im Haushalt und Alltag (Heizung, Garen von Nahrung, Beleuchtung, …), in Industrie und Gewerbe (Prozesswärme) und in der Stromerzeugung. Ein solches Feuer zum Nutzen des Menschen wird zur Abgrenzung von zerstörerischen Bränden (Schadfeuer) auch Nutzfeuer oder Zweckfeuer genannt. Die technische Einrichtung, in der das Nutzfeuer brennt, heißt Feuerung oder Feuerstätte, wobei die Spanne von relativ einfachen Kleinfeuerungen im Haushaltsbereich bis zu komplexen Großfeuerungsanlagen in Industrie und Kraftwerken reicht.
In der Feuerungstechnik werden die notwendigen technischen Geräte und Anlagenteile für den Bau und den Betrieb von Feuerungen entwickelt und optimiert. Ziel der Feuerungstechnik ist eine möglichst effiziente Verbrennung mit höchstmöglicher Energieausnutzung und Betriebssicherheit bei gleichzeitiger Minimierung der Entstehung von Luftschadstoffen. Die Feuerungstechnik baut auf den Grundlagen der Verbrennungslehre auf und ist eng verzahnt mit den benachbarten Disziplinen der Energieverfahrenstechnik, insbesondere der Wärmetechnik, Heiztechnik und dem Dampfkesselbau, der Brennstofftechnik und der Abgasreinigungstechnik.

## Berufsausbildung
Im gewerblichen Bereich ist die Feuerungstechnik Teil der Ausbildung zu verschiedenen Berufen wie dem Feuerungs- und Schornsteinbauer, dem Heizungsbauer, dem Schornsteinfeger, dem Ofenbauer, dem Kesselwärter (historisch: Heizer) oder dem Kraftwerker.
In der Hochschulausbildung ist die Feuerungstechnik üblicherweise eine Vertiefungsrichtung innerhalb der Ingenieursstudiengänge Energietechnik, Verfahrenstechnik oder Maschinenbau oder innerhalb der Chemietechnik.
Weitere Informationen zu Studien- und Ausbildungsmöglichkeiten im Bereich Feuerungstechnik bietet das BERUFENET und das KURSNET der Bundesagentur für Arbeit.

## Geschichte
Anordnungen unter Pfalzgraf Karl IV. aus dem Jahr 1772 dienten auch der Verhütung eines Brandes im Zusammenhang mit häuslichen Feuerstätten. Nach gleichzeitigen Bauvorschriften durften keine Holzschornsteine mehr errichtet, keine hölzernen Schläuche mehr eingebaut werden, die den Rauch der Feuerstätte zum Kamin zu leiten hatten, wie es auch untersagt wurde, Ofenrohre zum Fenster hinauszuführen.